# Horst Rosenkranz
Horst Jakob Rosenkranz (* 16. April 1943 in Niederösterreich) ist ein rechtsextremer österreichischer Publizist und ehemaliger Politiker. Er ist mit der ehemaligen FPÖ-Politikerin Barbara Rosenkranz verheiratet.

## Politische Betätigung
Rosenkranz ist ein ehemaliger Parteifunktionär, der gegen das Verbotsgesetz verstieß, da er der vom Verfassungsgerichtshof (VfGH) aufgelösten Nationaldemokratischen Partei (NDP) und der Partei Ein Herz für Inländer angehörte. Im Nationalratswahlkampf 1990 trat er als Spitzenkandidat der Liste „Nein zur Ausländerflut“ auf, die er mit Gerd Honsik gegründet hatte. Die Liste wurde ebenfalls wegen NS-Wiederbetätigung von der zuständigen Kreiswahlbehörde in Wien nicht zur Nationalratswahl zugelassen. Die Nichtzulassung wurde später vom VfGH bestätigt. Zu Beginn der 1990er Jahre übernahm Rosenkranz die Obmannschaft des als revisionistisch geltenden Vereins zur Förderung der ganzen Wahrheit. Zur selben Zeit war er Vorsitzender der Partei Kritische Demokraten und Unterstützer des überparteilichen Volksbegehrens Österreicher für Österreich. Zudem ist er Herausgeber der Zeitschrift Fakten, die vom Dokumentationsarchiv des österreichischen Widerstandes (DÖW) als rechtsextrem eingestuft wird. Er hielt auch wiederholt Vorträge für die als rechtsextrem eingestufte Arbeitsgemeinschaft für demokratische Politik (AFP). Rosenkranz, der sich selbst als „rechts denkenden Menschen“ beschreibt, hat sich mittlerweile weitgehend ins Privatleben zurückgezogen und zeigt sich nur selten bei offiziellen Veranstaltungen. Allerdings tritt er wiederholt bei Veranstaltungen der FPÖ als Redner auf.

## Familie
Horst Jakob Rosenkranz ist Ehemann der ehemaligen niederösterreichischen Landesrätin und Kandidatin für die Bundespräsidentenwahl 2010 Barbara Rosenkranz (FPÖ), mit der er gemeinsam zehn Kinder hat (sechs Töchter und vier Söhne). In einem Interview im März 2010 verteidigte Barbara Rosenkranz ihren Ehemann damit, dass sie Wert darauf lege, dass ihr Ehemann ein unbescholtener Bürger sei und nicht „in einem falschen Licht“ dargestellt werden solle. Trotzdem gab sie im April 2010 im Vorfeld der Bundespräsidentenwahl an, dass sie die politischen Ansichten ihres Ehemannes „natürlich nicht“ teile und der Meinung wäre, man könne „eine Ehe führen, ohne dass man sich in allen Dingen einig ist“.